# 中村 (千葉県香取郡)
中村（なかむら）とは、千葉県香取郡にかつて存在した村である。

## 地理
- 現在の多古町の南東部に位置する。
- 村域は台地と平地が入り組む谷戸が多い地形になっている。

## 歴史

### 沿革
- 1889年（明治22年）4月1日 - 町村制施行に伴い、南中村・北中村・南借当村・南並木村・南和田村が合併し、香取郡中村が発足。
- 1954年（昭和29年）3月31日 - 常磐村・久賀村とともに（旧）多古町に合併。中村は消滅。

変遷表
| 1868年 以前 | 1868年 以前 | 明治22年 4月1日 | 昭和29年 3月31日 | 現在   |
| ----------- | ----------- | --------------- | ---------------- | ------ |
|             | 南中村      | 中村            | 多古町           | 多古町 |
|             | 北中村      | 中村            | 多古町           | 多古町 |
|             | 南並木村    | 中村            | 多古町           | 多古町 |
|             | 南借当村    | 中村            | 多古町           | 多古町 |
|             | 南和田村    | 中村            | 多古町           | 多古町 |
|             | 中村新田    | 中村            | 多古町           | 多古町 |

## 人口・世帯

### 人口
総数 [単位： 人]
| 1891年（明治24年） | 2,054 |
| 1920年（大正 9年） | 2,311 |
| 1931年（昭和 6年） | 2,397 |
| 1950年（昭和25年） | 2,818 |

### 世帯
総数 [単位： 世帯]
| 1920年（大正 9年） | 397 |
| 1931年（昭和 6年） | 425 |
| 1950年（昭和25年） | 504 |